# Jütrichau
Jütrichau ist ein Ortsteil der gleichnamigen Ortschaft der Stadt Zerbst/Anhalt im Landkreis Anhalt-Bitterfeld in Sachsen-Anhalt, (Deutschland).

## Geografie

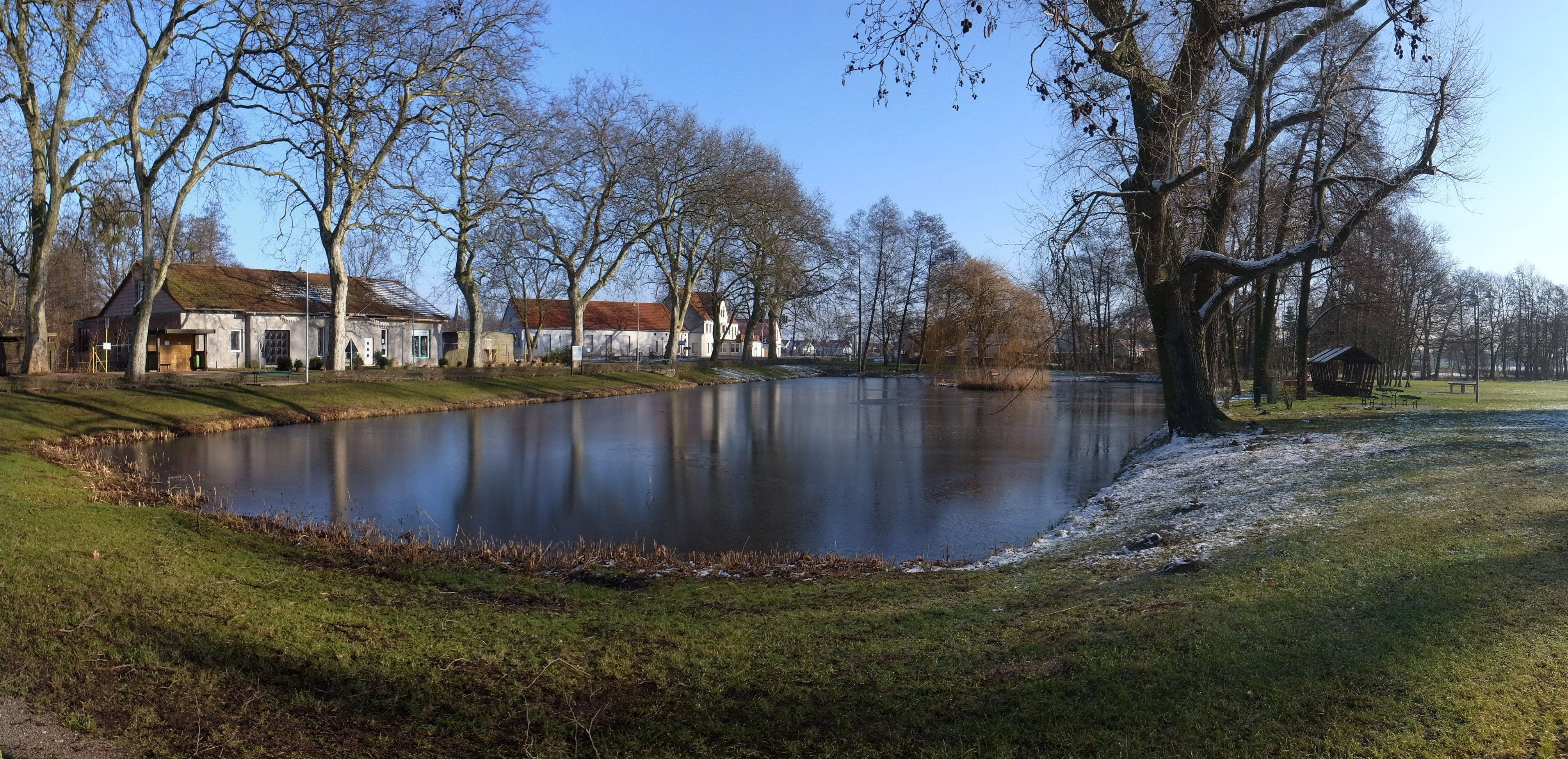
Dorfteich

Das Dorf Jütrichau liegt ca. sechs Kilometer nördlich der Elbe, zwischen den Städten Zerbst und Roßlau. Das Gelände um Jütrichau fällt von Osten nach Westen allmählich in Richtung Elbauen ab. Der nördlich des Ortes liegende Jütrichauer Busch steht unter Naturschutz.
Die Ortschaft Jütrichau bildet sich durch die Ortsteile Jütrichau (339 Einwohner), Pakendorf (86 Einwohner) und Wertlau (80 Einwohner).

## Geschichte
Der ursprünglich von Slawen besiedelte Ort taucht erstmals 1214 als Juterchoow in einer Bestätigungsurkunde des Zerbster Nonnenklosters auf. Die damalige Jütrichauer Kirche (1890 wegen Baufälligkeit abgerissen und durch eine neue Kirche in neugotischem Stil ersetzt) war eine Tochter der Kirche Wertlau.
Zu den Frondiensten der Bewohner gehörten Mitte des 16. Jahrhunderts auch hohe Naturalabgaben an die Herrschaft und das Zerbster Kloster.
In der Zeit des Dreißigjährigen Krieges wurde auch Jütrichau von Zerstörung, Raub und Pest heimgesucht (Schlacht 1626 an der Roßlauer Elbbrücke und Belagerung der nahen Stadt Zerbst).
1807 wurde die Landstraße Zerbst–Jütrichau–Roßlau befestigt (1934 begradigt – heutige Bundesstraße 184). Mit dem Bau der Eisenbahnstrecke Zerbst–Roßlau (1863) siedelten sich im Umfeld des Jütrichauer Bahnhofs einige Industriebetriebe an: Stärke- und Kartoffelflockenfabrik, Ziegelei, Strohseilfabrik, Häckselschneiderei, Tischlerei, Stellmacherei und nach Schließung der Ziegelei eine Dachsteinfabrik.
1896 wurde in Jütrichau eine neue Schule gebaut, ein Jahr später die Freiwillige Feuerwehr des Ortes gegründet.
In den beiden Weltkriegen hatte die Gemeinde 6 bzw. 22 Gefallene zu beklagen.
Nahe Jütrichau befanden sich 1941–1945 Baracken zur Unterbringung des Projektierungsbüros der Junkerswerke als Sicherheitsmaßnahme angesichts der Bombenangriffe auf das Dessauer Stammwerk. Im April 1945 besetzten die Amerikaner die Gemeinde, sie wurden kurze Zeit später von sowjetischen Truppen ersetzt.
Heute gibt es in Jütrichau neben der Landwirtschaft einige kleine Handwerks- und Dienstleistungsbetriebe (Baumarkt, Zweiradhändler, Nordfrost-Kühlhaus).
Am 20. Juli 1950 wurden die bis dahin eigenständigen Gemeinden Bias und Wertlau nach Pakendorf eingemeindet.
Am 1. Juli 1966 wurde Pakendorf mit zugehörigem Ortsteil Wertlau nach Jütrichau eingemeindet. Der Ortsteil Bias wurde zu diesem Zeitpunkt wieder eine selbstständige Gemeinde.
Im Jahre 2008 lebten 491 Einwohner (31. Dezember 2008) in der Gemeinde Jütrichau.
Am 1. Januar 2010 wurde Jütrichau mit den zugehörigen Ortsteilen Pakendorf und Wertlau nach Zerbst/Anhalt eingemeindet.

## Politik

### Ortschaftsrat
Als Ortschaft der Stadt Zerbst/Anhalt übernimmt ein so genannter Ortschaftsrat die Wahrnehmung der speziellen Interessen des Ortes innerhalb bzw. gegenüber den Stadtgremien. Er wird aus neun Mitgliedern gebildet.

### Bürgermeister
Letzte Bürgermeisterin der Gemeinde Jütrichau war Dorit Dalchow.
Als weiteres ortsgebundenes Organ fungiert der Ortsbürgermeister, dieses Amt wird zurzeit von Denis Barycza wahrgenommen.

### Wappen
| | Blasonierung: „Im blauen Schild mit rechter silberner Flanke ein silbernes Andreaskreuz, mittig belegt mit einer fünfblättrigen (2:3) roten Rose mit goldenen Kelchblättern und goldenem Butzen; in der Flanke ein gestürztes blaues Senseneisen mit nach links gekehrter Schneide.“ |
| Wappenbegründung: Die Farben des Ortes sind Blau - Weiß (Silber). Das gestürzte Sensenblatt in der rechten Flanke symbolisiert die Landwirtschaft als Haupterwerb des Dorfes. Das Hauptmotiv - mit Rose belegtes Andreaskreuz - ist das Wappen der Adelsfamilie von Oppen, die jahrhundertelang als Besitzer der Domäne Jütrichau prägend für den Ort war. Das Wappen wurde vom Heraldiker Ernst Albrecht Fiedler aus Magdeburg gestaltet, am 26. November 1999 durch das Regierungspräsidium Dessau genehmigt und im Landeshauptarchiv Magdeburg unter der Wappenrollennummer 36/1999 registriert. | |

### Flagge
Die Flagge ist blau - weiß (1:1) gestreift und das Wappen ist mittig auf die Flagge aufgelegt.

## Verkehrsanbindung
Jütrichau wird von der Bundesstraße 184 (Magdeburg – Dessau-Roßlau) sowie der parallel verlaufenden Bahnstrecke Trebnitz–Leipzig durchquert; Züge halten hier allerdings seit Ende 2012 nicht mehr. Der Autobahnanschluss Dessau-Süd der A 9 (Berlin – München) ist 21 km entfernt.